# Аделаида Венгерская
Аделаида Венгерская (Адлета; ок. 1040 — 27 января 1062) — единственная дочь Андраша I из династии Арпадов, вторая жена князя Чехии Вратислава II. Среди историков нет единого мнения насчёт того, была ли её матерью Анастасия Ярославна, дочь Ярослава Мудрого, или другая, первая жена Андраша, о которой не осталось никакой информации.

## Биография
Её будущий муж Вратислав бежал в Венгрию после ссоры со своим братом Спытигневом II. В Оломоуце Вратислав оставил свою беременную жену, которую Спытигнев заточил в тюрьму, где она умерла от преждевременных родов.
Аделаида вышла замуж за Вратислава в 1057 году. Для Вратислава это был выгодный дипломатический брак, так как в результате он получил поддержку её отца, с помощью которого смог вернуть себе свои владения. После примирения с Спытигневом и его смерти в 1061 году Вратислав II становится князем Чехии и переезжает в Прагу. Вскоре после этого Аделаида-Адлета умерла — вероятно, из-за частых родов. Год спустя после её смерти Вратислав женился на Сватаве Польской. В 1085 году он стал первым в истории королём Богемии.
У Вратислава и Аделаиды было четверо детей:
- Бржетислав II Младший (ок. 1058 — 22 декабря 1100), князь Чехии с 1092 года
- Вратислав (ок. 1059—1062)
- Юдит (ок. 1060 — 25 декабря 1086), с 1080 года замужем за князем Польши Владиславом I Германом (1043—1102)
- Людмила (ок. 1061/1062 — не ранее 1100), монахиня.